# Helicopsyche srilanka
Helicopsyche srilanka är en nattsländeart som beskrevs av Malicky 1973. Helicopsyche srilanka ingår i släktet Helicopsyche och familjen Helicopsychidae. Inga underarter finns listade i Catalogue of Life.